# Харпер, Демонте
Демонте Харпер (англ. Demonte Harper; род. 21 июня 1989, Нашвилл) — американский профессиональный баскетболист, играющий на позиции атакующего защитника.

## Карьера
В детстве Харпер занимался американским футболом, но его мама настояла на том, чтобы Демонте начал играть в баскетбол.
Обучаясь в колледже Морхэд широкую известность Харперу принёс его бросок. В матче NCAA его команда встречалась с одним из главных фаворитов турнира — «Луисвилл Кардиналс», и именно 3-очковый бросок Харпера за 4,2 секунды до конца принёс победу «Морхэд Стэйт» (62:61). После этого Харпер был признан «Самым ценным игроком» сезона в дивизионе OVC, а также сыграл в рамках престижного турнира для игроков NCAA в Портсмуте.
На драфте НБА 2011 года Харпер не был выбран и первый профессиональный сезон провёл в «Цибоне», с которой стал чемпионом Хорватии.
Летом 2012 года Харпер пытался пробиться в НБА, выступал за «Денвер Наггетс» в рамках Летней лиги НБА в Лас-Вегасе и впечатлил своей игрой руководство «Портленд Трэйл Блэйзерс», в матче с которым Демонте набрал 17 очков. «Трэйл Блэйзерс» предложили ему контракт, однако в команде Харпер пробыл всего месяц, так и не сыграв в НБА ни одного матча, и отправился в D-Лигу. В составе «Эри Бэйхокс» Демонте провёл 50 матчей и в среднем набирал 9,0 очка и 2,1 передачи.
В сезоне 2013/2014 Харпер выступал за «Цмоки-Минск», выиграл с ним чемпионат и Кубок Беларуси.
В августе 2014 года Харпер перешёл в «Нью Баскет Бриндизи».
Сезон 2015/2016 Харпер провёл в «Чарни» из Слупска, в составе которой выиграл бронзовые медали чемпионата Польши.
В сентябре 2016 года Харпер стал игроком «Калева». В составе эстонского клуба Демонте стал обладателем Кубка Эстонии, набрав в финальном матче 16 очков и 9 подборов.
17 февраля 2017 года Харпер принял участие в конкурсе трёхочковых бросков «Матча всех звёзд» Единой лиги ВТБ в Сочи, но выбыл в первом раунде.
28 февраля 2017 года Харпер подписал контракт с «Зенитом» до окончания сезона 2017/2018. В 28 матчах Единой лиги ВТБ Демонте набирал 10,6 очка, 3,2 подбора и 2,4 передачи в среднем за игру.
В сезоне 2018/2019 Харпер выступал за «Тофаш» и «Сидигас Авеллино».
В июле 2019 года Харпер перешёл в «Гран-Канарию».

## Достижения
- Бронзовый призёр Единой лиги ВТБ: 2017/2018
- Чемпион Беларуси: 2013/2014
- Чемпион Хорватии: 2011/2012
- Бронзовый призёр чемпионата Польши: 2015/2016
- Бронзовый призёр чемпионата России: 2017/2018
- Обладатель Кубка Беларуси: 2013
- Обладатель Кубка Эстонии: 2016